# Tatianyx arnacites
Tatianyx es un género monotípico de plantas herbáceas de la familia de las gramíneas o poáceas.  Su única especie: Tatianyx arnacites (Trin.) Zuloaga &  Soderstr., es originaria de Brasil. 

## Descripción
Son plantas perennea; cespitosas (con catafilos densamente vellosos) tallos de 40-100 cm de alto; herbáceas, no ramificadas arriba .  Culmos con nudos peludos. Los brotes jóvenes intravaginales. Hojas no agregadas basales; no auriculadas. Las láminas lineares-lanceoladas (acuminadas, las hojas superiores reducidas); estrechas; de 2-4 mm de ancho; planas o enrolladas; sin venación ;  persistente.  La lígula una franja de pelos de 0,3-0,4 mm de largo.
Plantas bisexuales, con espiguillas bisexuales; con flores hermafroditas.

## Taxonomía
Tatianyx arnacites fue descrita por (Trin.) Zuloaga & Soderstr. y publicado en Smithsonian Contributions to Botany 59: 56. 1985.
Sinonimia
- Panicum arnacites Trin.[2]